# 道河乡
道河乡，是中华人民共和国湖南省常德市澧县下辖的一个乡镇级行政单位。

## 行政区划
道河乡下辖以下地区：
天子山社区、青山村、松林村、长木村、分水村、新建村、高堰村、英溪村、白马村、毛坪村、廖坪村、仙公村、金鸭村和虎山村。